# 臨高人
临高人是中国漢族的一个分支，分布于中国海南省西北部地区临高县、海口市西郊、澄迈县和儋州市部分地区，部分临高人源於古代骆越支系。臨高人的母語为临高语，属于壮侗语系壮侗语族壮傣语支，是一种多语言混合的语言。总人口大约80万人，临高县为其主要聚集地，所以称为“临高人”。在1980年的民族成分认定过程中，個別临高人代表自认为是壮族，但因为有大多数臨高人代表反对，且因生活习惯和文化與汉族更相近，异于壮族，對廣西壯族缺乏认同感，因此被中华人民共和国政府归类为汉族。